# Guadalupe Victoria (västra Misantla)
Guadalupe Victoria är en ort i Mexiko.   Den ligger i kommunen Misantla och delstaten Veracruz, i den sydöstra delen av landet, 240 km öster om huvudstaden Mexico City. Guadalupe Victoria ligger 248 meter över havet och antalet invånare är 107.
Terrängen runt Guadalupe Victoria är kuperad åt sydost, men åt nordväst är den platt. Runt Guadalupe Victoria är det ganska tätbefolkat, med 134 invånare per kvadratkilometer. Närmaste större samhälle är Martínez de la Torre, 12,7 km väster om Guadalupe Victoria. Omgivningarna runt Guadalupe Victoria är en mosaik av jordbruksmark och naturlig växtlighet.